# Weksel

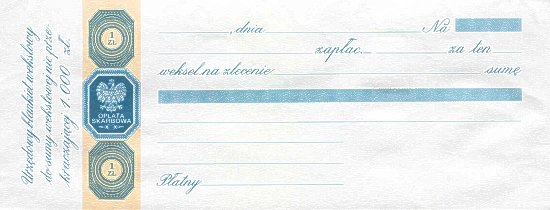
Blankiet urzędowy polskiego weksla (obowiązywał do 1 stycznia 2007 r.)

Weksel (z niem. Wechsel ‘zmiana’) – papier wartościowy o określonej przez prawo wekslowe formie, charakteryzujący się tym, że złożenie na nim podpisu stanowi podstawę i przyczynę zobowiązania wekslowego podpisującego, nie zabezpieczającego żadnego roszczenia.
Prawo wekslowe wyróżnia dwa rodzaje weksli:
- Weksel własny (inaczej suchy, prosty, sola) – papier wartościowy sporządzony w formie ściśle określonej przez prawo wekslowe, zawierający bezwarunkowe przyrzeczenie wystawcy zapłacenia określonej sumy pieniężnej we wskazanym miejscu i czasie określonej osobie (remitentowi) i stwarzający bezwarunkową odpowiedzialność osób na nim podpisanych.
- Weksel trasowany (inaczej ciągniony, przekazany, trata) – papier wartościowy sporządzony w formie ściśle określonej przepisami prawa wekslowego, zawierający skierowanie przez jego wystawcę (trasanta)[5] do oznaczonej osoby (trasata)[6] bezwarunkowe polecenie zapłacenia określonej sumy pieniężnej w oznaczonym miejscu i czasie określonej osobie (remitentowi) i stwarzający bezwarunkową odpowiedzialność osób na nim podpisanych. Weksel trasowany staje się pełnowartościowym papierem w obrocie z chwilą jego przyjęcia (dokonania tzw. akceptu weksla poprzez złożenie na nim podpisu) przez trasata, który przyjmuje na siebie zobowiązanie zawarte w treści weksla.

Charakterystyczną cechą weksla, z którą związana jest jego przydatność dla obrotu, jest abstrakcyjność stosunku wekslowego (brak wpływu tzw. z łac. causy – przyczyny, podstawy na ważność zobowiązania z weksla), która wyraża się w określeniu „bezwarunkowe zobowiązanie”, co oznacza, że sam dokument weksla nie jest związany z jakimikolwiek innymi czynnościami prawnymi (np. umową), a więc zapłata sumy wekslowej nie może być uzależniona od jakichkolwiek innych okoliczności czy warunków.

## Geneza
Pierwszą ogólnopaństwową regulacją prawa wekslowego w Polsce była konstytucja sejmowa z 13 kwietnia 1775 r. o tytule „Ustanowienie prawa wekslowego”. Wcześniejsze regulacje miały charakter lokalny. Gdańsk swoją ustawę wekslową uchwalił 8 marca 1701 r., a Elbląg w 1758 r. Konstytucja sejmowa z 1775 r. to pierwsza polska powszechna regulacja prawna. Powszechna z tego względu, iż nie ograniczała się ona do stanu szlacheckiego. Dotyczyła wszystkich, mogących brać udział w obrocie wekslowym.

## Elementy weksla
W prawie polskim zasady wystawiania i obrotu wekslami reguluje ustawa z dnia 28 kwietnia 1936 r. – Prawo wekslowe. Dla ważności weksla trasowanego niezbędne jest zamieszczenie w nim poniższych elementów:
1. nazwę „weksel” w samym tekście dokumentu, w języku, w jakim go wystawiono;
2. bezwarunkowe polecenie zapłacenia oznaczonej sumy pieniężnej;
3. nazwisko osoby, która ma zapłacić (trasata);
4. oznaczenie terminu płatności;
5. oznaczenie miejsca płatności;
6. nazwisko osoby, na której rzecz lub na której zlecenie zapłata ma być dokonana;
7. oznaczenie daty i miejsca wystawienia weksla;
8. podpis wystawcy weksla.

Do 1 stycznia 2007 r. istniały urzędowe blankiety wekslowe, które służyły realizacji obowiązków fiskalnych wynikających z ustawy o opłacie skarbowej. W nowej ustawie o opłacie skarbowej weksel nie został wskazany jako jej przedmiot. W związku z tą ustawą od 1 stycznia 2007 r. od weksli nie pobiera się opłaty skarbowej, natomiast w obrocie funkcjonują prywatne blankiety wydawane przez poszczególnych przedsiębiorców, z tym, że nie ma ustalonego jednolitego wzoru takiego dokumentu.

## Funkcje weksla
1. funkcja kredytowa – wyraża się w odroczonym terminie płatności należności za towar lub usługę do daty oznaczonej na wekslu (forma kredytu handlowego – kupieckiego),
2. funkcja płatnicza – weksel wręczany jest zamiast zapłaty przy zakupie towarów lub usług,
3. funkcja gwarancyjna – weksel może stanowić zabezpieczenie zobowiązań pieniężnych istniejących w chwili ich wystawienia i przyszłych,
4. funkcja obiegowa (przedmiot obrotu) – prawa z weksla mogą być przenoszone w drodze indosu na inne osoby,
5. funkcja refinansowa – przedstawienie weksla do dyskonta w banku pozwala posiadaczowi weksla uzyskać sumę wekslową, pomniejszoną o dyskonto i prowizję banku przed terminem płatności weksla (przez niektórych autorów nie jest uważana za samodzielną funkcję, a jedynie za jeden z przejawów funkcji kredytowej).
6. funkcja inwestycyjna – możliwość lokowania środków w weksle inwestycyjne, mające chronić oszczędności drobnych inwestorów przed utratą ich wartości[9].

## Dłużnicy wekslowi
W zależności od sytuacji dłużnikami wekslowymi mogą być:
1. trasat – osoba, której wystawca weksla zleca zapłatę sumy wekslowej;
2. przyjemca (akceptant) – trasat, który przyjął na siebie (dokonał akceptu weksla) zobowiązanie zapłaty sumy wekslowej[10],
3. wystawca weksla – wystawca odpowiada za przyjęcie i za zapłatę weksla przez trasata, wystawca może się natomiast zwolnić od odpowiedzialności za przyjęcie weksla przez umieszczenie odpowiedniej klauzuli[11],
4. poręczyciel wekslowy (avalista) – osoba trzecia, która poręcza (gwarantuje) swoim podpisem na wekslu zapłatę sumy wekslowej przez dłużnika wekslowego,
5. indosant (żyrant) – osoba przenosząca prawa z weksla poprzez indos (czyli „zbycie weksla”), indosant odpowiada w braku przeciwnego zastrzeżenia za przyjęcie i za zapłatę weksla;
6. akceptant przez wyręczenie (adresat w potrzebie) – osoba wskazana przez wystawcę, indosanta lub poręczyciela, która ma przyjąć lub zapłacić weksle w potrzebie; osobę taką można wskazać w celu uniknięcia zwrotnego poszukiwania przeciwko dłużnikom wekslowym,
7. osoba podpisująca weksel w imieniu innej osoby nieposiadająca takiego umocowania (np. gdy udzielone pełnomocnictwo nie upoważniało do podpisywania weksli) lub dokonująca zapłaty z weksla w miejsce trasata lub akceptanta bez umocowania albo z przekroczeniem umocowania,
8. regresat (zwrotni dłużnicy wekslowi) – osoby odpowiadające z weksla w drodze regresu[12].

## Wierzyciele wekslowi
W zależności od sytuacji wierzycielami wekslowymi mogą być:
1. remitent – osoba na której rzecz ma być dokonana zapłata z weksla, pierwszy wierzyciel wekslowy,
2. indosatariusz (żyrantariusz) – posiadacz weksla, który nabył go w drodze indosu,
3. wyręczyciel – osoba dokonująca zapłaty za dłużnika wekslowego, która staje się później jego wierzycielem,
4. regredient – osoba żądająca sumy wekslowej w drodze regresu.

## Klauzule wekslowe
Oprócz obligatoryjnych elementów weksla mogą się w nim znaleźć dodatkowe zastrzeżenia stron stosunku wekslowego, mogą to być:
1. klauzule wekslowo skuteczne – takie, których umieszczenie w treści weksla wywołuje skutki określone prawem wekslowym, np. zwolnienie od protestu (np. bez protestu, b.p., bez kosztów, b.k. itp.), klauzule domicylu (np. wskazanie miejsca płatności w siedzibie osoby trzeciej), ustanowienie oprocentowania sumy wekslowej, zwolnienie się wystawcy weksla trasowanego od odpowiedzialności za przyjęcie przez trasata (np. bez obliga za przyjęcie), klauzula „nie na zlecenie” zakazująca indosowania weksla (rekta weksel),
2. klauzule wekslowo obojętne – takie, których umieszczenie na wekslu nie wywołuje skutków z punktu widzenia prawa wekslowego (uznaje się je za nie napisane), np. zwolnienie wystawcy od odpowiedzialności za zapłatę weksla, klauzula oprocentowania bez określenia wysokości odsetek, klauzula zapłaty w walucie zagranicznej,
3. klauzule zakazane – takie, których zamieszczenie powoduje nieważność weksla, np. uzależniające spełnienie zobowiązania wekslowego od jakiegokolwiek warunku,
4. klauzule pozawekslowe – klauzule mające znaczenie dla stosunków pozawekslowych, np. klauzula waluty, klauzula pokrycia, klauzula zawiadomienia, zastrzeżenie „weksel gwarancyjny”, „weksel kaucyjny”.

## Wekselin blanco
Weksel in blanco to weksel celowo nieuzupełniony w chwili wystawienia, a więc taki, który nie został wypełniony całkowicie lub nie posiada niektórych cech, jakie prawo wekslowe wymaga dla ważności weksla. Tym brakującym elementem, który najczęściej jest nieokreślony w chwili wystawienia weksla jest suma wekslowa.
Zobowiązanie z weksla in blanco jest związane z dodatkową umową między wystawcą weksla a remitentem. Jest to tzw. porozumienie lub deklaracja wekslowa, gdzie strony uzgadniają w jaki sposób i przy zajściu jakich okoliczności weksel in blanco powinien być uzupełniony o brakujące elementy w momencie emisji weksla (przy czym musi to być dokładne i stanowcze określenie).
Wystawca weksla in blanco i każdoczesny jego posiadacz ponoszą ryzyko, że remitent uzupełni ten weksel niezgodnie z zawartą umową i puści go w obieg. Chroniąc dobrą wiarę osoby trzeciej, która tak uzupełniony weksel posiada, ustawa stanowi, że dłużnik wekslowy nie może zasłaniać się zarzutem, że weksel wypełniony został niezgodnie z zawartym porozumieniem, chyba że posiadacz weksla nabył go w złej wierze albo przy nabyciu dopuścił się rażącego niedbalstwa.
Wypełnienie weksla niezgodnie z deklaracją wekslową nie anuluje odpowiedzialności wekslowej, a jedynie powoduje jej ograniczenie do granic wyznaczonych porozumieniem.
Z chwilą uzupełnienia weksla in blanco w sposób zgodny z zawartym porozumieniem staje się on wekslem zwykłym. Aby dokument mógł być uznany za weksel in blanco, musi spełniać dwa warunki:
1. na dokumencie tym musi być umieszczony podpis któregokolwiek z dłużników wekslowych (wystawcy, akceptanta, poręczyciela), złożony w zamiarze zobowiązania się wekslowo;
2. niezupełność treści weksla nie może być niezamierzona (w przeciwnym wypadku jest to weksel nieważny).

Weksle in blanco są szczególnie popularne w obrocie bankowym, w którym stosowane są jako jedna z form zabezpieczenia kredytu.

## Przenoszenie praw z weksla (indos)
Przenoszenie praw z weksla następuje poprzez indos, będący pisemnym oświadczeniem zbywającego złożonym na wekslu lub przedłużku. Do przeniesienia praw z weksla potrzebne jest jego wydanie oraz nieprzerwany szereg indosów. Indosy są nieprzerwane, jeżeli każdy indosatariusz opiera swoje prawa na poprzednim indosie imiennym. Pierwszy indos musi pochodzić od remitenta, a w przypadku weksli na zlecenie własne – od wystawcy. Osoba, która zbywa weksel jest nazywana: indosantem a osoba, która nabywa indosatariuszem. Weksel zaopatrzony chociażby w jeden indos nazywa się rymesą.
Oprócz indosu przejście praw z weksla może nastąpić też przez:
1. przelew,
2. dziedziczenie,
3. wręczenie (jeśli posiadacz weksla nabył go na podstawie indosu in blanco lub na okaziciela).

Zbycie weksla w drodze indosu nie jest możliwe, jeżeli w jego treści została zawarta klauzula: „nie na zlecenie”.
Można wyróżnić następujące rodzaje indosu wekslowego:
1. indos zupełny (imienny) – wskazujący osobę indosatariusza,
2. indos in blanco (niezupełny, na okaziciela) – nie wymienia osoby indosatariusza, który może wówczas wypełnić weksel własnym nazwiskiem albo innej osoby, indosować weksel dalej in blanco albo przenieść weksel przez proste wręczenie na inną osobę bez wypełnienia indosu in blanco i bez indosowania dalej,
3. indos pełnomocniczy (zastępczy) – który nie przenosi praw z weksla, udziela natomiast indosatariuszowi upoważnienia do wykonywania praw w imieniu indosanta,
4. indos zastawniczy – ustanawia go indosant kiedy oddaje weksel w zastaw indosatariuszowi, ustanowienie indosu zastawniczego nie powoduje przeniesienia własności weksla na indosatariusza.

## Zapłata sumy wekslowej
Zapłata weksla polega na zapłaceniu sumy wekslowej łącznie z należnościami ubocznymi (odsetkami i kosztami protestu). Weksel może być płatny za okazaniem, w pewien czas po okazaniu, w pewien czas po dacie, w oznaczonym dniu. Trasat może przy zapłacie żądać wydania weksla, pokwitowanego przez posiadacza.

## Protest wekslowy
Protest sporządza się głównie z powodu odmowy przyjęcia weksla przez trasata lub odmowy zapłacenia sumy wekslowej. Ponadto protest może być sporządzony:
1. z powodu braku daty przyjęcia weksla,
2. z powodu odmowy wydania oryginału weksla,
3. z powodu odmowy wydania wtóropisu weksla,
4. z powodu odmowy złożenia sumy do depozytu sądowego.

Sporządzenie protestu jest warunkiem tzw. poszukiwania zwrotnego (regresu) ponadto sam protest ma istotne znaczenie dowodowe jako, że jest dokumentem urzędowym, „który stanowi dowód tego co zostało w nim zaświadczone”.
W przypadku nieprzyjęcia weksla, protestu należy dokonać w terminie, w którym ma nastąpić przedstawienie weksla do przyjęcia, natomiast przy odmowie zapłaty weksla płatnego w oznaczonym dniu lub w pewien czas po tym dniu albo po okazaniu – w jednym z dwóch dni powszednich przypadających po terminie płatności, przy wekslu płatnym za okazaniem – aż do upływu terminu, w ciągu którego można przedstawić weksel do zapłaty.
Przy odmowie zapłacenia weksla ważne jest dokonanie notyfikacji wekslowej, wiąże się ona z obowiązkiem powiadomienia przez posiadacza weksla swojego indosanta (poprzedniego posiadacza weksla) i wystawcy weksla o nieprzyjęciu weksla lub niezapłaceniu weksla. Indosant zawiadamia z kolei swojego poprzednika, do osoby wystawcy włącznie. Osoba, która nie wykona obowiązku powiadomienia odpowiada za szkodę spowodowaną niedbalstwem do wysokości sumy, na jaką wystawiony jest weksel.
Protestu weksli dokonuje się wyłącznie u notariuszy.

## Poszukiwanie zwrotne (regres)
Posiadacz weksla może wykonywać zwrotne poszukiwanie przeciw indosantom, wystawcy lub innym dłużnikom wekslowym:
- po terminie płatności, jeżeli zapłata nie nastąpiła,
- przed terminem płatności:
  - jeżeli odmówiono przyjęcia w całości lub w części;
  - jeżeli otwarto postępowanie układowe albo jeżeli ogłoszono upadłość trasata bez względu, czy weksel przyjął, czy nie, albo jeżeli trasat zaprzestał płacenia długów, choćby to zaprzestanie nie zostało stwierdzone orzeczeniem sądowym, lub też jeżeli przeprowadzono bezskutecznie egzekucję z jego majątku;
  - jeżeli otwarto postępowanie układowe albo jeżeli ogłoszono upadłość wystawcy weksla, co do którego istnieje zakaz przedstawienia do przyjęcia.

Warunkiem, bez którego zwrotne poszukiwanie nie może dojść do skutku jest dokonanie protestu wekslowego, chyba że na wekslu widnieje klauzula „bez protestu”, która zwalnia z tego obowiązku.
Wierzyciel od zwrotnie zobowiązanego może domagać się tzw. sumy regresowej, w skład której wchodzą: podstawowa suma wekslowa, odsetki ustawowe od dnia płatności, koszty protestu i dokonywanych zawiadomień oraz inne koszty i tzw. prowizja komisowa wynosząca maksymalnie 1/6% sumy wekslowej.

## Dochodzenie roszczeń wekslowych w postępowaniu cywilnym
Roszczenie z weksla może być dochodzone na drodze sądowej. Pozew wniesiony przez wierzyciela wekslowego może zostać rozpoznany w postępowaniu nakazowym, jeżeli powód zgłosi wniosek o wydanie nakazu zapłaty w tym postępowaniu. Sąd orzeka wówczas na posiedzeniu niejawnym bez udziału stron i przeprowadzania rozprawy i opiera się jedynie na złożonym pozwie oraz załączonym do niego oryginalnym wekslu. W razie złożenia ważnego weksla sąd wydaje nakaz zapłaty przesyłając go wierzycielowi oraz dłużnikowi. W nakazie zapłaty wyznaczony jest dwutygodniowy termin na zapłatę sumy wekslowej bądź na wniesienie przeciwko niemu zarzutów. Niezależnie od działań dłużnika, po dwóch tygodniach nakaz zapłaty staje się wykonalny i może być przedmiotem egzekucji komorniczej po nadaniu klauzuli wykonalności, a więc ma moc tytułu egzekucyjnego. Ponadto nakaz zapłaty od chwili wydania stanowi tytuł zabezpieczenia, będący podstawą dla prowadzenia przez komornika postępowania zabezpieczającego.

## Weksel jako wkład do spółki z ograniczoną odpowiedzialnością albo spółki akcyjnej
Weksel jako papier wartościowy inkorporujący zobowiązanie zasadniczo może być wkładem do spółki kapitałowej. Spełnia on wszelkie kryteria tzw. zdolności aportowej, przede wszystkim jest on prawem zbywalnym, o określonej wartości i da się go umieścić w bilansie spółki. Wyjątkiem od zasady możliwości wniesienia weksla jako wkładu do spółki kapitałowej jest przypadek, gdy stanowi on weksel własny wspólnika. Weksel własny wystawiony przez wspólnika przyrzekającego zapłatę na rzecz spółki oznaczonej kwoty tworzy zobowiązanie – dług wekslowy, wniesienie takiego weksla do spółki byłoby więc w istocie wniesieniem nie wierzytelności, lecz długu. Taka sytuacja nie ma jednak miejsca, gdy weksel własny wspólnika jest poręczony przez inną osobę, w takiej sytuacji wspólnik wnosi nie tyle swój dług, co wierzytelność wobec osoby trzeciej – innego dłużnika wekslowego.